# Rhamphadoretus daressalaminus
Rhamphadoretus daressalaminus är en skalbaggsart som beskrevs av Ohaus 1917. Rhamphadoretus daressalaminus ingår i släktet Rhamphadoretus och familjen Rutelidae. Inga underarter finns listade i Catalogue of Life.